# سانکه (کایائو)

سانکه شهری در شهرستان کایائو در استان بازگا در بورکینافاسوی مرکزی است و جمعیت آن ۲۶۴۵ نفر است.